# Dalechampia elongata
Dalechampia elongata là một loài thực vật có hoa trong họ Đại kích. Loài này được Craib mô tả khoa học đầu tiên năm 1918.